# 人参皂苷Rh2
Rh2是在人参属植物中发现的一种人参皂苷，是一种达玛烷型人参二醇类皂苷。它在3β,12β 和20 pro-S 位点被达玛烷羟基取代，被转换成相应的 β-葡萄糖苷，并在24-25位点引入一个双键。
Rh2是由人参皂苷Rg3降解而得的次级人参皂苷。它与其他人参二醇类皂苷的差别仅在于糖基的不同。
人参皂苷Rh2含量极少，在传统工艺中红参的收率为十万分之一，为红参独有成分。
Rh2具有抗肿瘤、诱导细胞凋亡、保护心脏、保护骨密度和保护肝脏的作用。

## 发现历史
1962年-1965年 日本天然药物化学家柴田教授首先鉴定各种人参皂苷的结构。
1966年 柴田教授发表二醇型原人参皂核的生产方法。
1983年 日本学者北川勋kitagawa Teruyuki首次从朝鲜红参中分离出了20（R）-人参皂苷Rg3和20（S）-人参皂苷Rg3，而人参皂苷Rh2为20（R）-人参皂苷Rg3的降解产物。
研究表明，红参中特有的人参皂苷Rh2在白参中几乎不存在。这说明人参皂苷Rg3和Rh2是在白参蒸制成红参的过程中生成的次生皂苷。

## 相关研究

### 抗肿瘤
在小鼠实验中，Rh2以剂量依赖性方式抑制体外培养的人卵巢癌细胞系的增殖，并在 IC50剂量左右诱导癌细胞凋亡。虽然单独注射Rh2对肿瘤生长几乎没有抑制作用，但与单独应用顺铂(CDDP)相比，Rh2与顺铂(CDDP)联合应用可明显抑制肿瘤生长。

### 诱导细胞凋亡
Rh2被证明可以在诱导多种类型细胞凋亡，它通过诱导人肝癌细胞株 SK-HEP-1线粒体释放细胞色素c和激活半胱氨酸天冬氨酸蛋白酶 -3，从而诱导细胞凋亡。可见Rh2诱导的细胞凋亡与线粒体功能障碍有关。
另有研究发现，人参皂苷Rh2在 HCT116和 SW480大肠癌细胞中表现出比人参皂苷 Rg3更强的诱导肿瘤细胞凋亡活性。

### 抗细胞增殖
通过研究Rh2对MCF-7人乳腺癌细胞生长抑制的作用机制发现，Rh2对细胞生长具有浓度依赖性的抑制作用，这种作用是可逆的，并能把细胞周期阻滞在G1期。

### 抗炎作用
研究发现，Rh2在一些神经炎症中可以起到抗炎作用。Rh2通过调节 tgfβ1/Smad通路，有效抑制小胶质细胞活化和促炎细胞因子的产生。